# Wereldkampioenschap schaatsen allround vrouwen 1959
Het twintigste Wereldkampioenschap schaatsen allround voor vrouwen werd op 28 februari en 1 maart 1959 verreden op de ijsbaan van Sverdlovsk -Zentralstadion- (het huidige Jekaterinenburg) in de Sovjet-Unie.
Er deden, evenals in 1958, zesentwintig deelneemsters uit negen landen, de Sovjet-Unie (5), de DDR (2), Finland (2), Hongarije (2), Polen (5), Tsjechoslowakije (2), Zweden (2), China (4) en voor het eerst Noord-Korea (2) mee. 
Zes rijdsters debuteerden deze editie.
Ook dit kampioenschap werd over de kleine vierkamp, respectievelijk de 500m, 1500m, 1000m en 3000m, verreden.
De titel ging naar, nadat ze al een keer derde en drie keer tweede was geworden, Tamara Rylova voor haar landgenoten en debutanten Valentina Stenina en Lidia Skoblikova. 
De Finse Eevi Huttunen reed dit jaar haar tiende WK toernooi.

## Afstandsmedailles
| Afstand | Goud ·                        | Zilver ·          | Brons ·                                       |
| ------- | ----------------------------- | ----------------- | --------------------------------------------- |
| 500m    | Tamara Rylova Sofia Kondakova | -                 | Lidia Skoblikova Iris Sihvonen Elsa Einarsson |
| 1500m   | Inga Artamonova               | Tamara Rylova     | Valentina Stenina                             |
| 1000m   | Tamara Rylova                 | Valentina Stenina | Inga Artamonova                               |
| 3000m   | Eevi Huttunen                 | Lidia Skoblikova  | Valentina Stenina                             |

## Klassement
| Rang   | Schaatsster                          | Land              | Punten  | 500m      | 1500m       | 1000m       | 3000m       |
| ------ | ------------------------------------ | ----------------- | ------- | --------- | ----------- | ----------- | ----------- |
| Goud   | Tamara Rylova                        | Sovjet-Unie       | 204,916 | 47,5 (1)  | 2.32,5 (2)  | 1.41,0 (1)  | 5.36,5 (4)  |
| Zilver | Valentina Stenina                    | Sovjet-Unie       | 206,233 | 49,1 (8)  | 2.32,7(3)   | 1.41,4 (2)  | 5.33,2 (3)  |
| Brons  | Lidia Skoblikova                     | Sovjet-Unie       | 206,283 | 48,4 (3)  | 2.34,0 (4)  | 1.42,9 (5)  | 5.30,6 (2)  |
| 4      | Inga Artamonova                      | Sovjet-Unie       | 206,800 | 48,6 (6)  | 2.31,6 (1)  | 1.42,5 (3)  | 5.38,5 (5)  |
| 5      | Eevi Huttunen                        | Finland           | 209,000 | 49,8 (11) | 2.36,9 (6)  | 1.43,7 (7)  | 5.30,3 (1)  |
| 6      | Sofia Kondakova                      | Sovjet-Unie       | 209,300 | 47,5 (1)  | 2.37,7 (8)  | 1.42,6 (4)  | 5.47,6 (7)  |
| 7      | Iris Sihvonen                        | Finland           | 209,616 | 48,4 (3)  | 2.36,4 (5)  | 1.43,8 (8)  | 5.43,1 (6)  |
| 8      | Helga Haase-Obschernitzki            | DDR               | 211,584 | 49,0 (7)  | 2.37,1 (7)  | 1.43,7 (7)  | 5.50,2 (10) |
| 9      | Sun Hongxia                          | China             | 215,134 | 51,4 (18) | 2.38,6 (9)  | 1.45,6 (10) | 5.48,4 (8)  |
| 10     | Elwira Seroczynska                   | Polen             | 215,367 | 50,3 (12) | 2.39,2 (10) | 1.44,7 (9)  | 5.57,9 (14) |
| 11     | Ko Gen-Hi                            | Noord-Korea       | 215,533 | 49,4 (10) | 2.39,6 (11) | 1.47,6 (16) | 5.54,8 (12) |
| 12     | Christina Scherling                  | Zweden            | 215,567 | 50,4 (13) | 2.40,8 (13) | 1.46,5 (11) | 5.49,9 (9)  |
| 13     | Yang Yunxiang                        | China             | 217,117 | 50,9 (14) | 2.40,4 (12) | 1.46,9 (13) | 5.55,8 (13) |
| 14     | Anna Skrzetuska                      | Polen             | 217,617 | 51,2 (17) | 2.42,2 (14) | 1.46,7 (12) | 5.54,0 (11) |
| 15     | Jarmila St'astná-Königová            | Tsjecho-Slowakije | 217,866 | 49,1 (8)  | 2.42,7 (16) | 1.49,2 (19) | 5.59,6 (15) |
| 16     | Renata Schmidt-Baudouin de Courtenay | Polen             | 220,267 | 51,0 (15) | 2.42,2 (14) | 1.48,4 (17) | 6.06,0 (16) |
| NC17   | Elsa Einarsson                       | Zweden            | 156,850 | 48,4 (3)  | 2.44,7 (19) | 1.47,1 (14) | -           |
| NC18   | Liu Fengrong                         | China             | 159,483 | 51,1 (16) | 2.44,2 (17) | 1.47,3 (15) | -           |
| NC19   | Lu Chengyou                          | China             | 161,483 | 52,2 (24) | 2.44,5 (18) | 1.48,9 (18) | -           |
| NC20   | Ilona Róka                           | Hongarije         | 163,083 | 51,9 (20) | 2.47,5 (22) | 1.50,7 (21) | -           |
| NC21   | Hana Bartovská                       | Tsjecho-Slowakije | 163,167 | 51,9 (20) | 2.45,8 (20) | 1.52,0 (23) | -           |
| NC22   | Bozena Kalbarczyk                    | Polen             | 164,017 | 52,0 (23) | 2.51,2 (23) | 1.49,9 (20) | -           |
| NC23   | Inge Görmer                          | DDR               | 165,950 | 51,9 (20) | 2.54,9 (25) | 1.51,5 (22) | -           |
| NC24   | Kim Men-Sen                          | Noord-Korea       | 166,967 | 51,5 (19) | 2.47,3 (21) | 1.59,4 (26) | -           |
| NC25   | Mieczyslawa Brymas                   | Polen             | 167,700 | 53,1 (25) | 2.52,5 (24) | 1.54,2 (24) | -           |
| NC26   | Eszter Asztalos                      | Hongarije         | 174,883 | 55,7 (26) | 3.01,0 (26) | 1.57,7 (25) | -           |

* = met val
NC = niet gekwalificeerd
NF = niet gefinisht
NS = niet gestart
DQ = gediskwalificeerd
Vet gezet = kampioenschapsrecord